# Герасимов, Сергей Иванович (полный кавалер ордена Славы)
Герасимов Сергей Иванович — (21 сентября 1912 — 10 января 1984) — участник Великой Отечественной войны, полный кавалер ордена Славы, старший сержант, командир 76 мм орудия 314-го артиллерийского полка 149-й стрелковой дивизии 3-я гвардейская армия 1-й Украинский фронт.

## Биография
Родился 21 сентября 1912 года в деревне Дубровичи. в семье крестьянина. Русский. Окончил 4 класса сельской начальной школы.
С сентября 1932 по октябрь 1936 года проходил действительную службу в Красной Армии, в 71-м строительном батальоне.
Вернувшись на родину, работал шофёром на заводе «Рязаньсельмаш».
В январе 1942 года был вновь призван в Красную Армию, в действующей армии с 26 февраля 1942 года. Член ВКП(б)/КПСС с 1942 года. Воевал на Западном, Центральном, Белорусском, 1-м Украинском фронтах.
Весь боевой путь прошёл в составе 314 -го артиллерийского полка 149 -й стрелковой дивизии. Осенью 1942 года за мужество и отвагу, проявленные в боях наводчик 76мм орудия красноармеец Герасимов награждён медалью «За отвагу».
В период боёв на Курской дуге сержант Герасимов уже был командиром орудия. В первый день сражения, 5 июля, его расчёт подбил 1 тяжёлый и 2 средних танка. Когда выбыли из строя заряжающий и
подносчик, командир орудия сам подносил снаряды, а после ранения наводчика заменил и его. Во время боя орудие Герасимова было разбито, он стал помогать соседнему расчёту. Будучи раненным, не покинул поле боя. Всего за период боёв подбил и сжёг 7 вражеских танков, 10 пулемётов и 3 миномётных батареи. За мужество и отвагу награждён орденом Отечественной войны 2-й степени.
18 ноября 1943 года при отражении контратаки танков и пехоты противника в районе деревни Маков Берег (Речицкого района Гомельской области Белоруссии.) сержант Герасимов уничтожил до взвода пехоты. Будучи тяжело раненным, не ушёл с позиции до конца боя. Приказом от 25 ноября 1943 года сержант Герасимов награждён орденом Славы 3-й степени.
После излечения в госпитале вернулся в свою часть.
15 июля 1944 года в районе села Белополе (Локачинского района Волынской области Украины) старший сержант Герасимов под огнём противника занял позицию и вывел из строя пулемёт и до взвода пехоты. Приказом от 28 августа 1944 года старший сержант Герасимов награждён орденом Славы 2-й степени.
С 16 января по 6 февраля 1945 года в боях в районе населённого пункта Гурдно (12 км восточнее города Кельце, Польша), а затем северо-восточнее населённого пункта Каролат на правом берегу реки Одер (7 км юго-восточнее города Нейзальц, ныне город НоваСуль, Польша) в составе расчёта участвовал в захвате двух орудий противника, уничтожении 3 грузовиков и БТР, в отражении нескольких вражеских контратак. В ходе боя было истреблено до взвода солдат и офицеров противника. Был представлен к награждению орденом Славы. За 7 дней до окончания войны был тяжело ранен, четвёртый раз за войну. В части его посчитали погибшим и семья получила «похоронку». Всего за годы войны его расчёт уничтожил 17 танков и САУ, свыше 10 миномётных батарей и 20 огневых точек противника.
Указом Президиума Верховного Совета СССР от 27 июня 1945 года за исключительное мужество, отвагу и бесстрашие, проявленные в боях с гитлеровскими захватчиками старший сержант Герасимов Сергей
Иванович награждён орденом Славы 1-й степени. Стал полным кавалером ордена Славы.
В сентябре 1945 года старшина Герасимов был демобилизован. Вернулся на родину.
24 апреля 1948 года фронтовику была вручена последняя боевая награда — орден Славы 1-й степени.
Жил в городе Рязань. Работал на автобазе межрайонной конторы «Заготскот» старшим рабочим. Принимал активное участие в патриотическом воспитании молодёжи.
Скончался 10 января 1984 года. Похоронен на Новогражданском кладбище города Рязани.

## Награды
- орден Красного Знамени[8] (05.06.1945)
- орден Отечественной войны 2-й степени (03.09.1943)
- орден Славы 1-й степени — № 1838 (27.06.1945)
- орден Славы 2-й степени — № 8213 (28.08.1944)
- орден Славы 3-й степени — № 3561 (25.11.1943)
  - Медали в том числе:
  - «За отвагу» (03.12.1942)
  - Юбилейная медаль «За доблестный труд. В ознаменование 100-летия со дня рождения Владимира Ильича Ленина»
  - «За победу над Германией в Великой Отечественной войне 1941—1945 гг.»
  - «За взятие Берлина»
  - «Ветеран труда»